# Іоанніс Колокотроніс
Іоа́нніс Колокотро́ніс (грец. Ιωάννης Κολοκοτρώνης; 1805—1868) — герой грецької Визвольної війни, генерал та прем'єр-міністр країни.

## Життєпис
Народився в Аркадії, Пелопоннес, але виріс у Закінфі. був сином Теодороса Колокотроніса.
Разом із батьком брав участь в облозі Триполі.
Колокотроніс був начальником штабу короля Оттона Баварського в чині генерал-майора, а 1862 був призначений на пост глави уряду.
Був одружений із сестрою Кіцоса Цавеласа, Фотіні Цавелос (грец. Φωτεινή Τζαβέλα). Вони мали двох синів та п'ятьох дочок.